# 流行新勢力
《流行新勢力》，是民間全民電視公司監製及首播的化妝中日PK賽節目，2013年11月28日起於每星期四晚上10點半在民視無線台、民視HD台首播，主持人為佐藤麻衣、謝忻。2014年10月30日起的第二季節目，主持人改為Gino、謝忻。2016年4月19日起星期二晚上11點首播的第三季節目，主持人改為Gino、白家綺，並由上順旅行社冠名贊助播出。

## 播出時間

### 首播
| 星期 | 時間 | 電視台            |
|      |      | 民視主頻/民視HD台 |

## 主持人
- 第一季主持人：佐藤麻衣、謝忻
- 第二季主持人：Gino、謝忻
  - 第二季外景主持人：宋米秦、李毓芬、郭雪芙
- 第三季主持人：Gino、白家綺
  - 第三季外景主持人：郭亞棠、李又汝

## 外部連結
- 官方網站
- 流行新勢力的Facebook專頁

| 民視主頻、民視HD台 星期四22:30             | 民視主頻、民視HD台 星期四22:30               | 民視主頻、民視HD台 星期四22:30            |
| ------------------------------------------ | -------------------------------------------- | ----------------------------------------- |
|                                            | 流行新勢力 （2013年11月28日－2014年4月17日） |                                           |
| 廉政英雄 （2011年9月29日－2013年11月21日） | 廉政英雄 （2014年4月24日－2014年10月23日）   |                                           |
| 民視主頻、民視HD台 星期四22:30             |                                              |                                           |
| 廉政英雄 （2014年4月24日－2014年10月23日） | 流行新勢力 （2014年10月30日－2015年3月19日） | 廉政英雄 （2015年3月26日－2015年6月25日） |
| 民視主頻、民視HD台 星期二23:00             |                                              |                                           |
| 封神榜 （2015年8月24日－2016年4月18日）    | 流行新勢力 （2016年4月19日－2016年8月30日）  | 碧血劍 （2016年9月6日－2017年3月28日）    |
| 民視主頻、民視HD台                         |                                              |                                           |
| —                                          | 流行新勢力                                   | —                                         |